# Европейский вызов по бегу на 10 000 метров 2002
Европейский вызов по бегу на 10 000 метров 2002 года прошёл 6 апреля на стадионе спортивного центра «Тори» в Камайоре (Италия). Участники разыграли командный приз в соревнованиях у мужчин и женщин.
На старт вышли 74 атлета из 20 стран Европы, из них 39 мужчин и 35 женщин. Каждая страна могла выставить до 5 человек в каждый из двух командных турниров. Победители определялись по сумме результатов 3 лучших участников. Как у мужчин, так и у женщин было проведено по 2 забега.

## Результаты

### Командное первенство
Женский командный трофей в пятый раз достался представительницам Португалии, в то время как среди мужчин лучшими впервые стали итальянцы, хозяева соревнований.
| Место | Команда                                                                                            | Время                                            | Общее время |
| ----- | -------------------------------------------------------------------------------------------------- | ------------------------------------------------ | ----------- |
| 1     | Италия · Марко Мацца · Микеле Гамба · Симоне Дзанон · Маттиа Макканьян                             | 27.44,05 28.19,29 28.22,06 (28.57,75)            | 1:24.25,40  |
| 2     | Испания · Хосе Риос · Хосе Мануэль Мартинес · Теодоро Куньядо · Хосе Карлос Адан · Игнасио Касерес | 27.38,82 27.47,25 29.01,13 (29.33,09) (29.36,40) | 1:24.27,20  |
| 3     | Германия · Дитер Бауман · Марио Кроккерт · Александр Лубина · Йенс Боррман · Оливер Минтлафф       | 27.38,51 28.27,72 28.29,15 (28.56,57) (DNF)      | 1:24.35,38  |
| 4     | Португалия                                                                                         |                                                  | 1:24.46,57  |
| 5     | Бельгия                                                                                            |                                                  | 1:26.12,15  |
| 6     | Великобритания                                                                                     |                                                  | 1:26.35,88  |

| Место | Команда                                                                                           | Время                                            | Общее время |
| ----- | ------------------------------------------------------------------------------------------------- | ------------------------------------------------ | ----------- |
| 1     | Португалия · Фернанда Рибейру · Ана Диаш · Аналия Роза · Аделия Элиаш · Хелена Сампайю            | 31.40,80 31.54,24 32.54,90 (33.12,21) (DNF)      | 1:36.29,94  |
| 2     | Испания · Мария Луиза Ларрага · Беатрис Сантьяго · Алессандра Агилар · Тереза Ресио · Мария Абель | 31.45,85 33.04,34 33.11,38 (33.58,77) (DNF)      | 1:38.01,57  |
| 3     | Италия · Глория Маркони · Агата Бальзамо · Сильвия Соммаджо · Розита Рота-Гельпи · Патриция Тизи  | 32.36,25 32.51,75 33.03,51 (33.08,34) (34.24,54) | 1:38.31,51  |

### Индивидуальное первенство
| Место | Атлет                 | Страна     | Время    |
| ----- | --------------------- | ---------- | -------- |
| 1     | Дитер Бауман          | Германия   | 27.38,51 |
| 2     | Хосе Риос             | Испания    | 27.38,82 |
| 3     | Марко Мацца           | Италия     | 27.44,05 |
| 4     | Хосе Мануэль Мартинес | Испания    | 27.47,25 |
| 5     | Антониу Пинту         | Португалия | 27.51,01 |
| 6     | Дмитрий Максимов      | Россия     | 27.54,11 |
| 7     | Камил Масе            | Нидерланды | 28.01,36 |
| 8     | Деннис Йенсен         | Дания      | 28.08,64 |
| 9     | Микеле Гамба          | Италия     | 28.19,29 |
| 10    | Том ван Хосте         | Бельгия    | 28.21,21 |

| Место | Атлет                  | Страна         | Время    |
| ----- | ---------------------- | -------------- | -------- |
| 1     | Михаэла Ботезан        | Румыния        | 31.19,74 |
| 2     | Фернанда Рибейру       | Португалия     | 31.40,80 |
| 3     | Мария Луиза Ларрага    | Испания        | 31.45,85 |
| 4     | Ана Диаш               | Португалия     | 31.54,24 |
| 5     | Алина Герасим          | Румыния        | 31.59,32 |
| 6     | Энн Кинан-Бакли        | Ирландия       | 32.18,03 |
| 7     | Элизабет Йеллинг       | Великобритания | 32.26,53 |
| 8     | Родица-Даниэла Морояну | Франция        | 32.27,81 |
| 9     | Розмари Райан          | Ирландия       | 32.32,36 |
| 10    | Глория Маркони         | Италия         | 32.36,25 |